# Palmliljesläktet
Palmliljesläktet (Yucca) är ett växtsläkte i familjen agaveväxter med över 40 arter i Nord- och Centralamerika. Några få arter odlas som krukväxter och åtminstone 15-talet arter är möjliga att odla i Sverige på friland, många av dem endast i de södra delarna. De mest odlade frilandsarterna i landet torde vara Y. filamentosa, Y. flaccida och Y. gloriosa. De flesta arterna från de västra torra områdena är känsliga mot för mycket vinterfukt och bör därför övervintras under tak. Speciellt tillväxtknoppen är känslig och kan ruttna. Dessa arter kräver också bättre dränering än till exempel Y. filamentosa.

## Beskrivning
Släktet innehåller städsegröna fleråriga örter, buskar eller träd. De är vanligen rikt förgrenade. Bladen är skaftlösa och sitter samlade i rosetter, på busk- eller trädformade arter sitter de samlade i toppen. De är linjärna till lansettlika med bredare bas, de är vanligen hårda, ibland köttiga, helbräddade eller tandade, ofta med långa fibrer och vass spets. Blomställningen är upprätt, eller sällan hängande, kvast- eller klaselik. Blommorna är tvåkönade, klocklika eller sfäriska. Kalkbladen är sex, lite köttiga, fria eller sammanväxta vid basen, vita eller gräddvita, ibland med inslag av grönt eller purpur. Ståndarna är sex med tillplattade ståndarsträngar, pistillen är äggrund till elliptisk. Fruktämnet är översittande. Frukten är en trerummig kapsel eller ett bär med många, vanligen svarta frön.

## Trivialnamn
Odlade varieteter av flera palmliljearter – bland annat Yucca brevifolia och Yucca gigantea – marknadsförs ofta som yuccapalm. Den förra är känd som Joshua tree på engelska och har givit namn åt rockgruppen U2:s album The Joshua Tree.
Många av de krukväxter som i vardagslag kallas yuccapalm är olika arter av Dracaena.

## Galleri

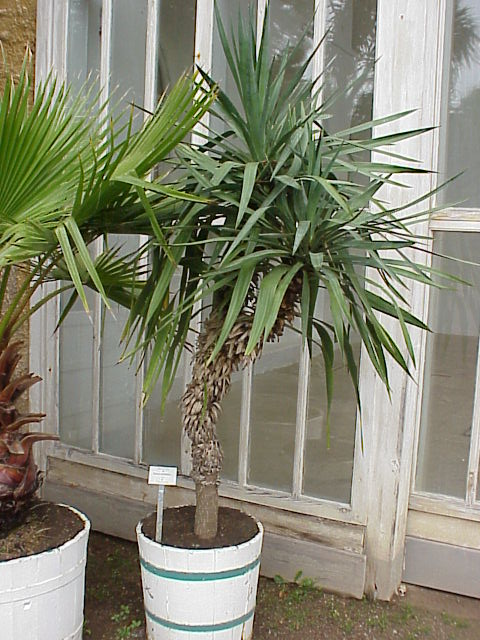
Yucca aloifolia
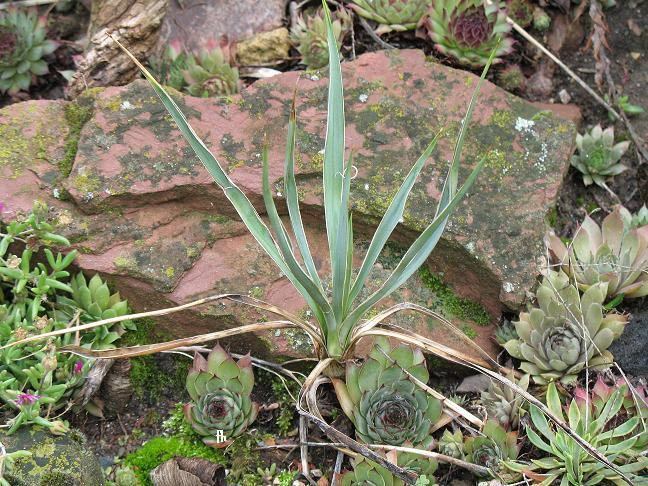
Yucca angustissima var. avia
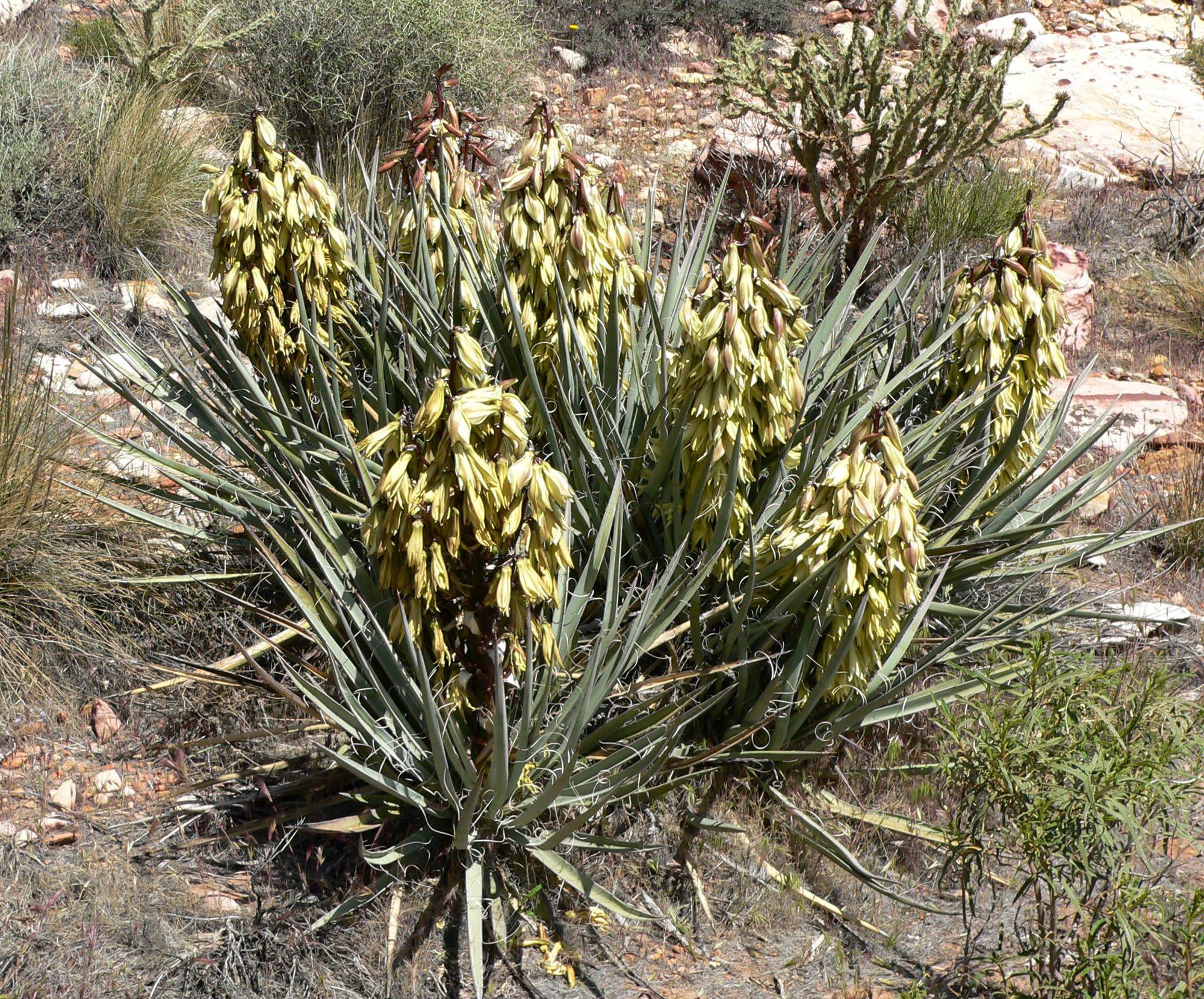
Yucca baccata
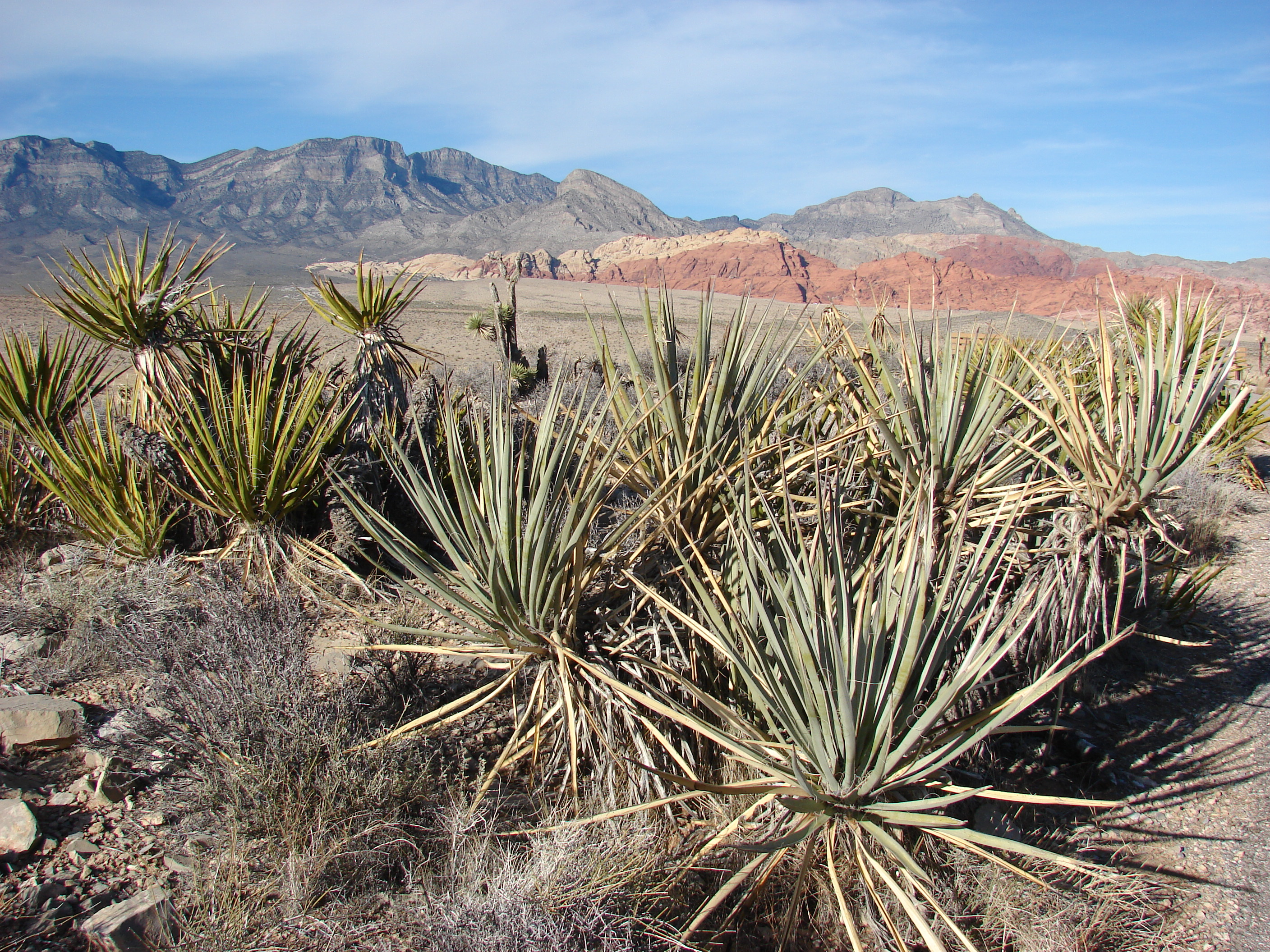
Yucca baccata var. baccata
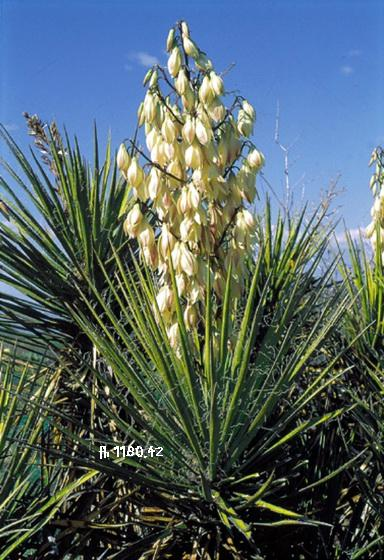
Yucca baccata var. brevifolia
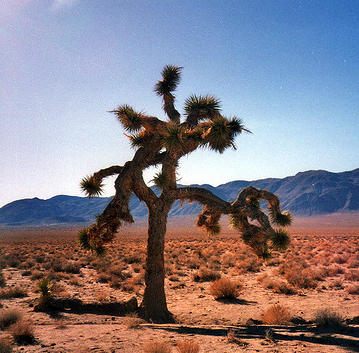
Yucca brevifolia (yuccapalm, palmlilja, Joshua-träd)
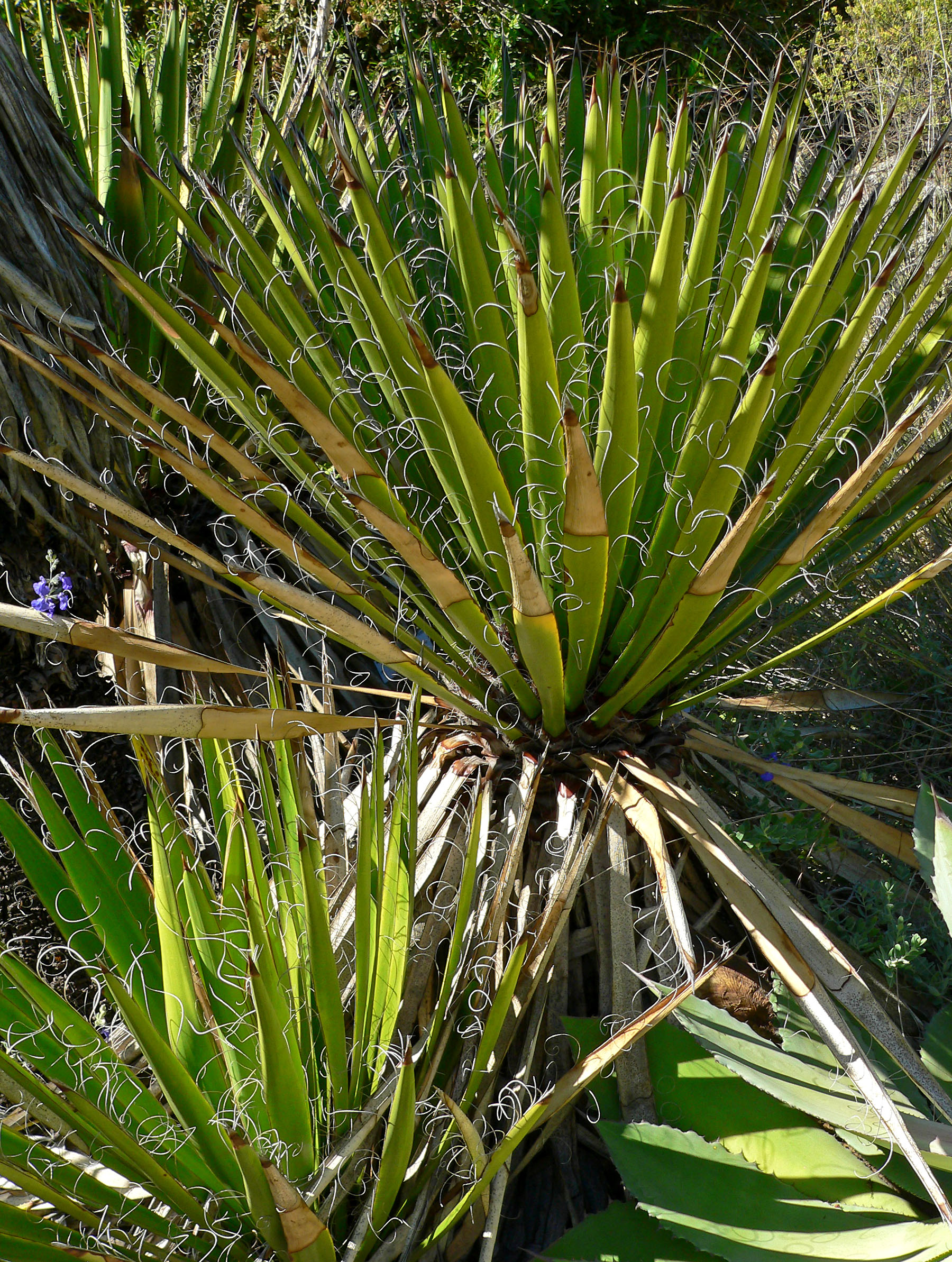
Yucca carnerosana
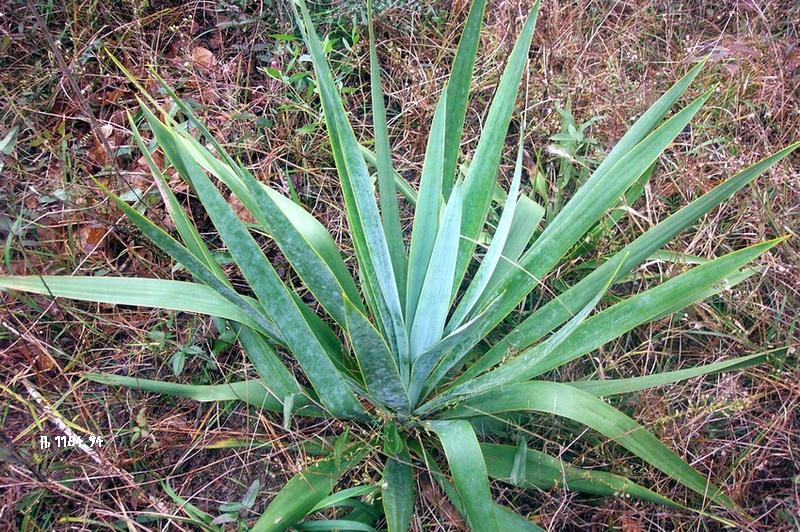
Yucca cernua
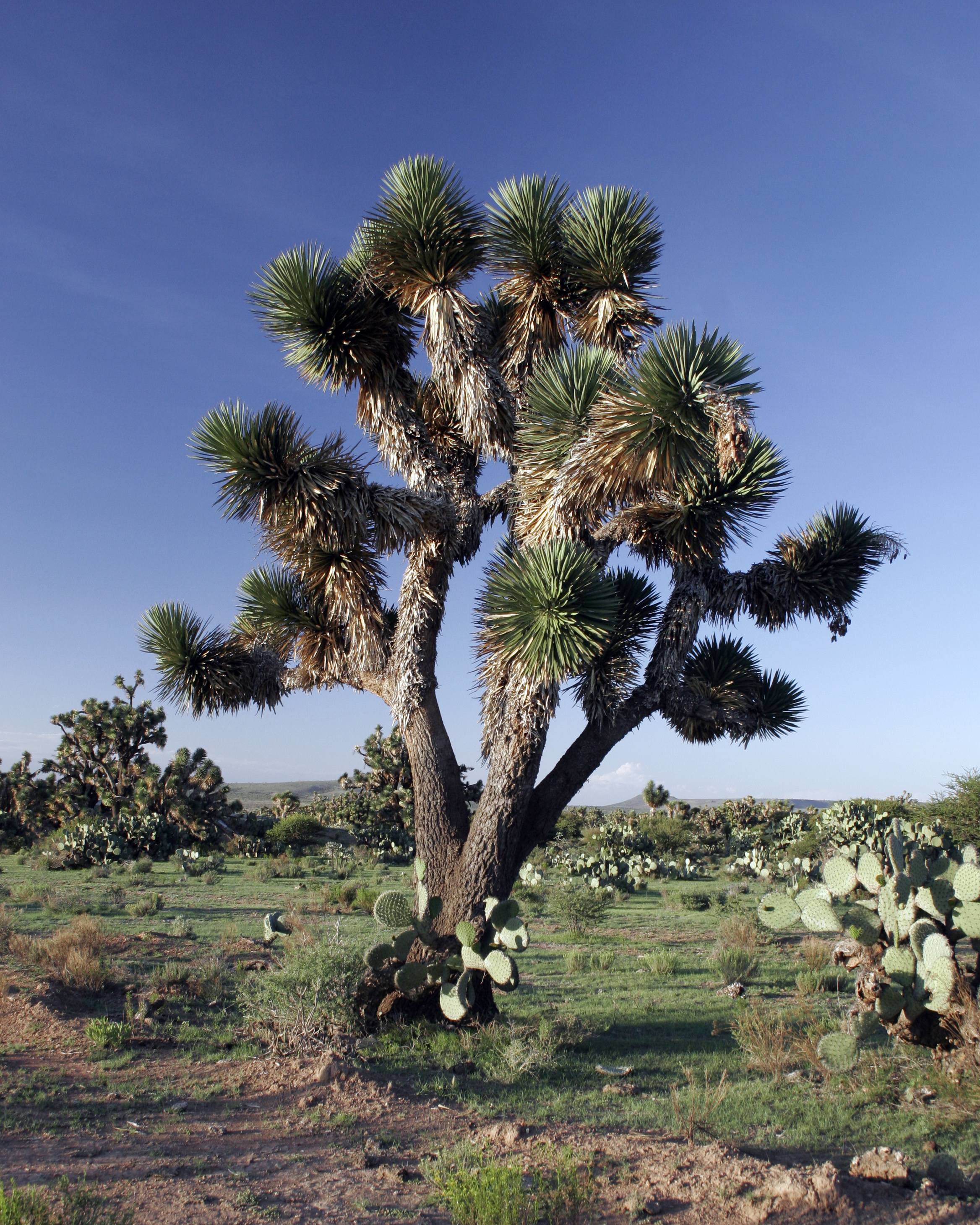
Yucca decipiens
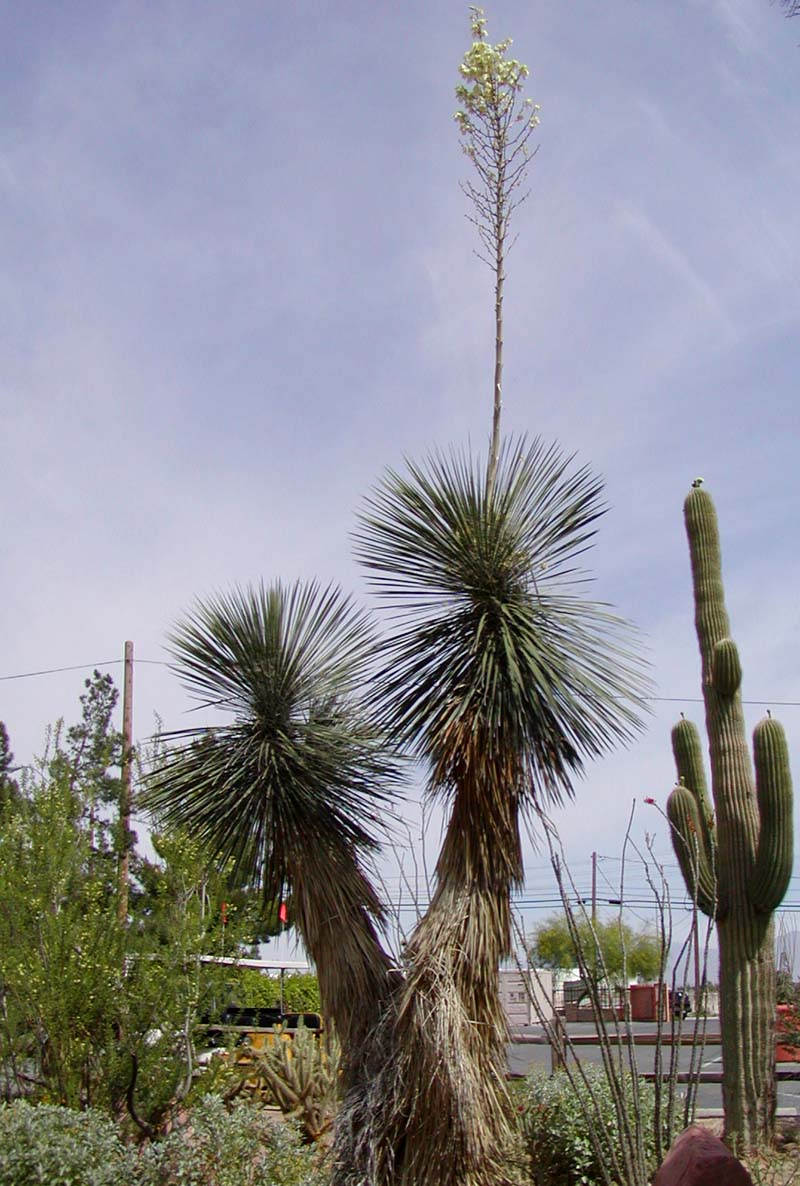
Yucca elata
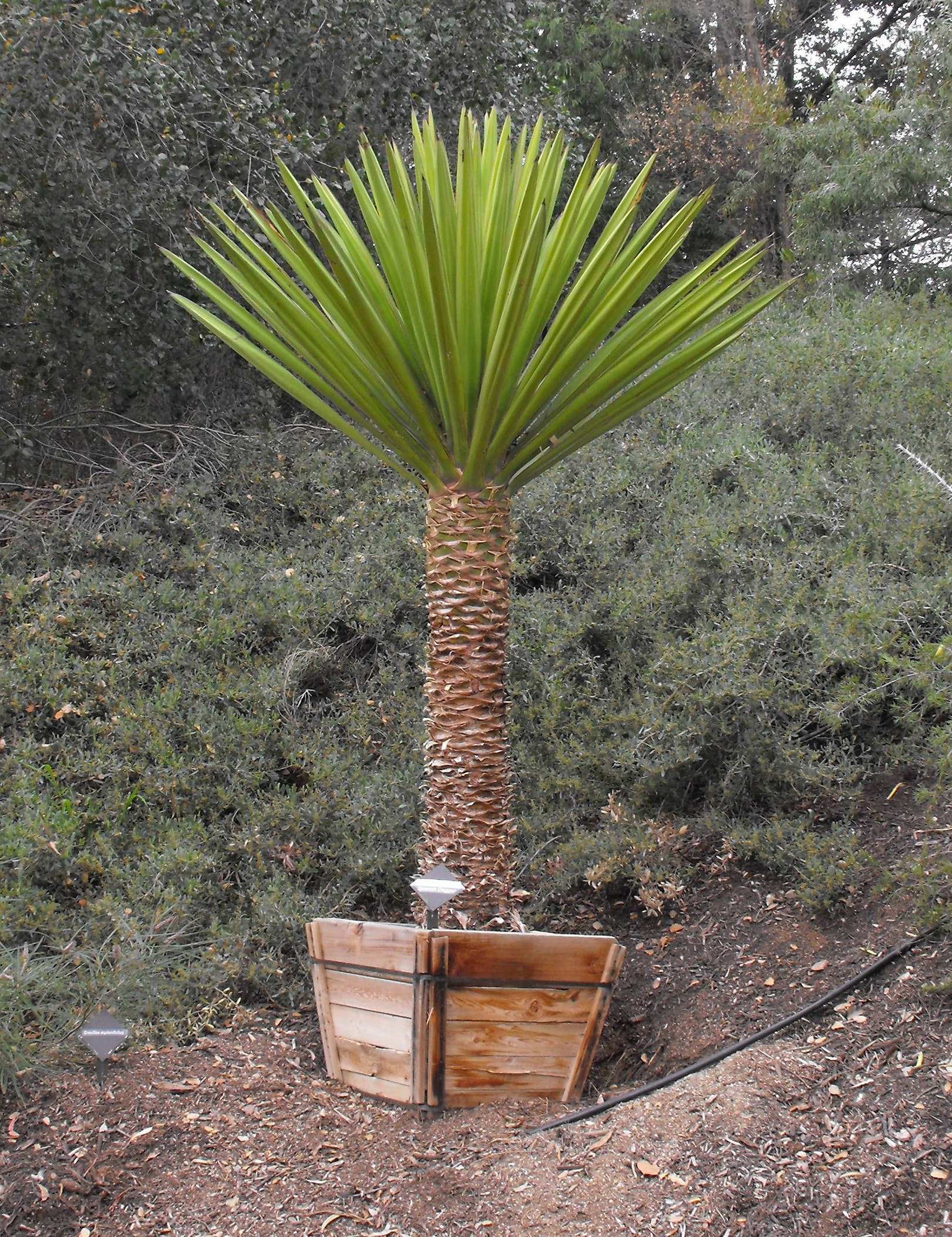
Yucca faxoniana
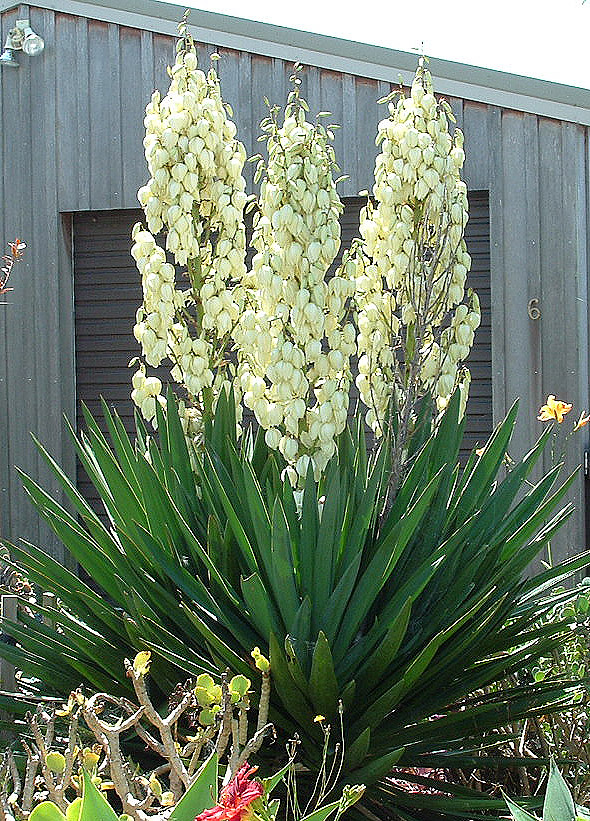
Yucca filamentosa
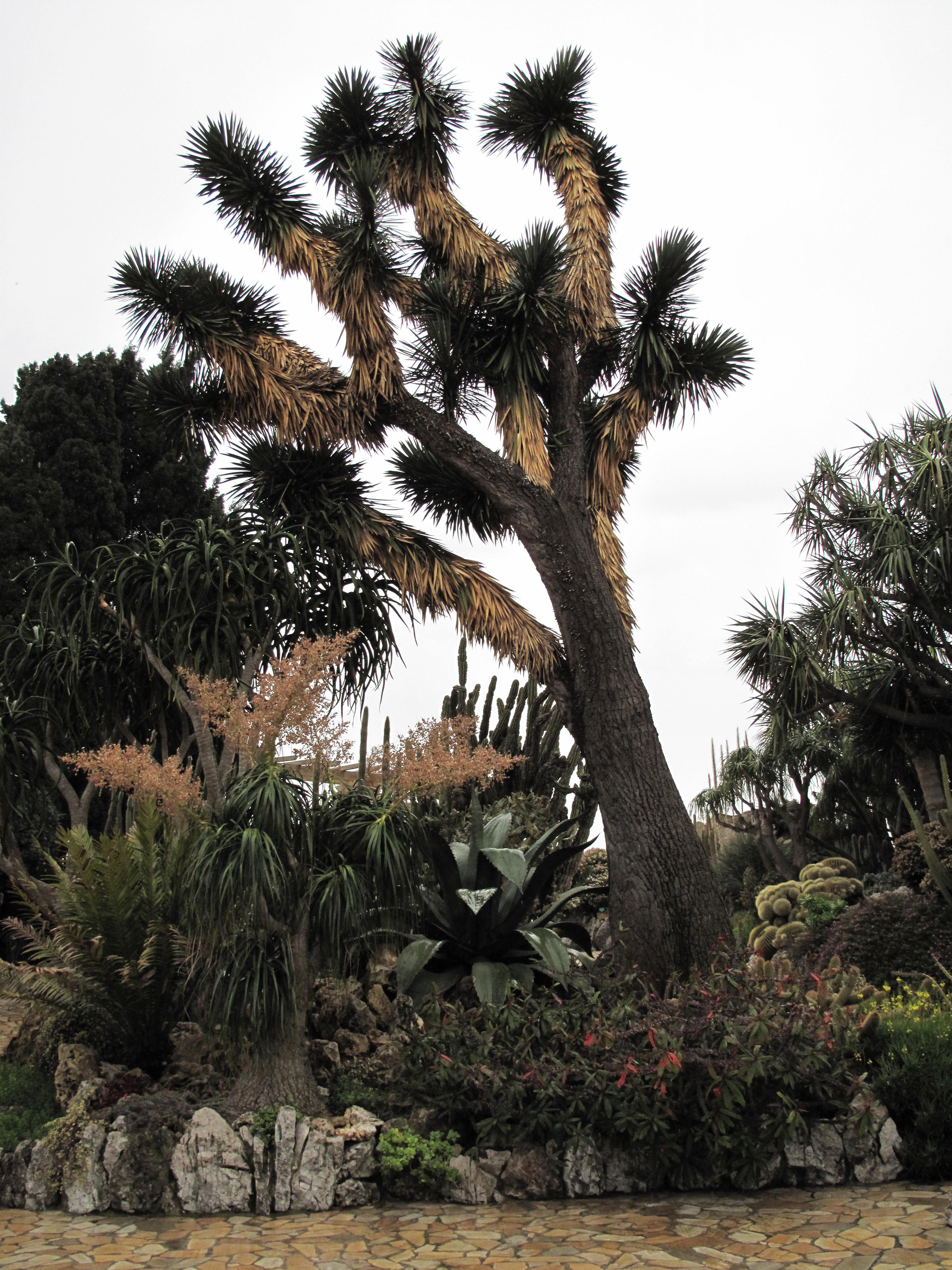
Yucca filifera
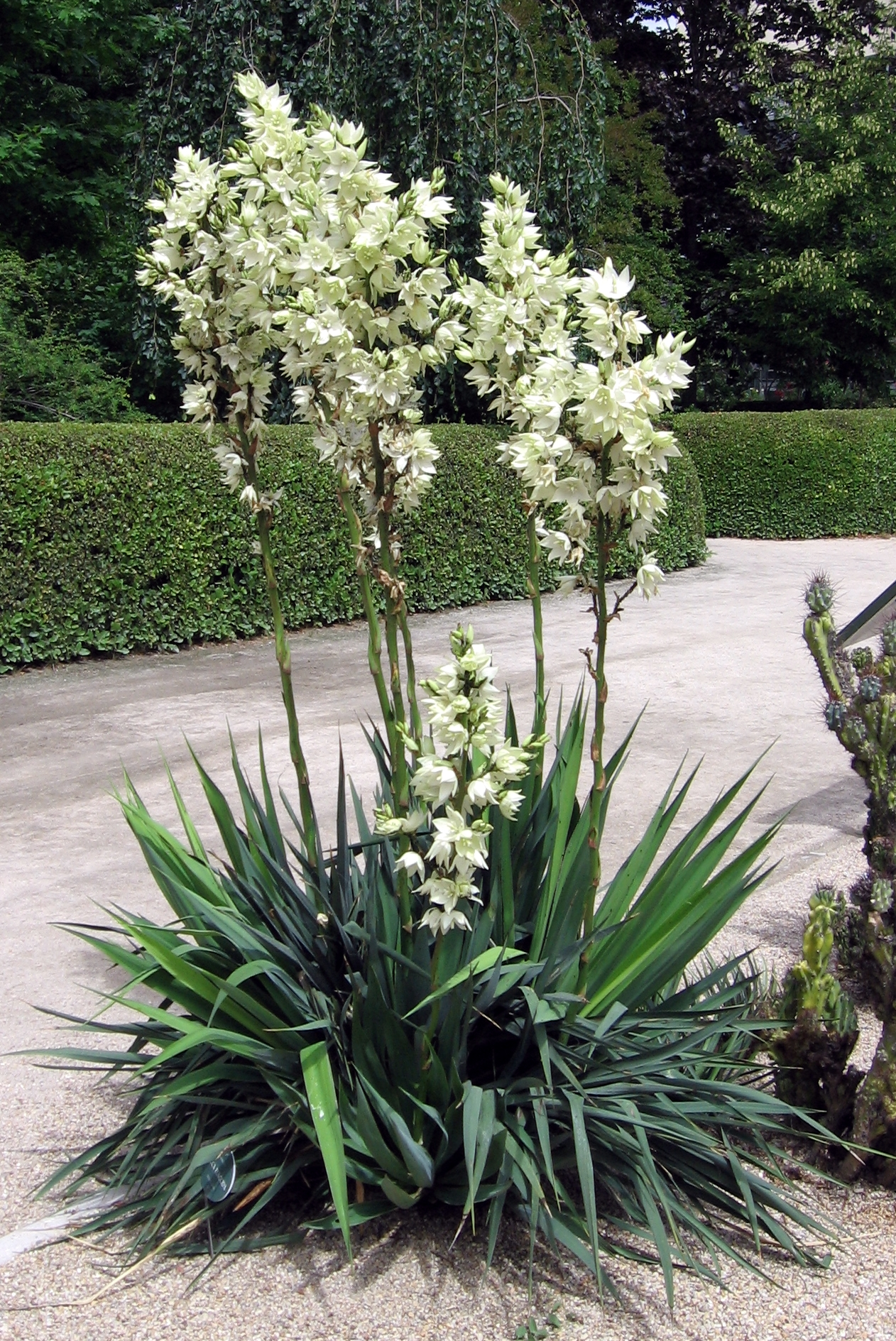
Yucca flaccida
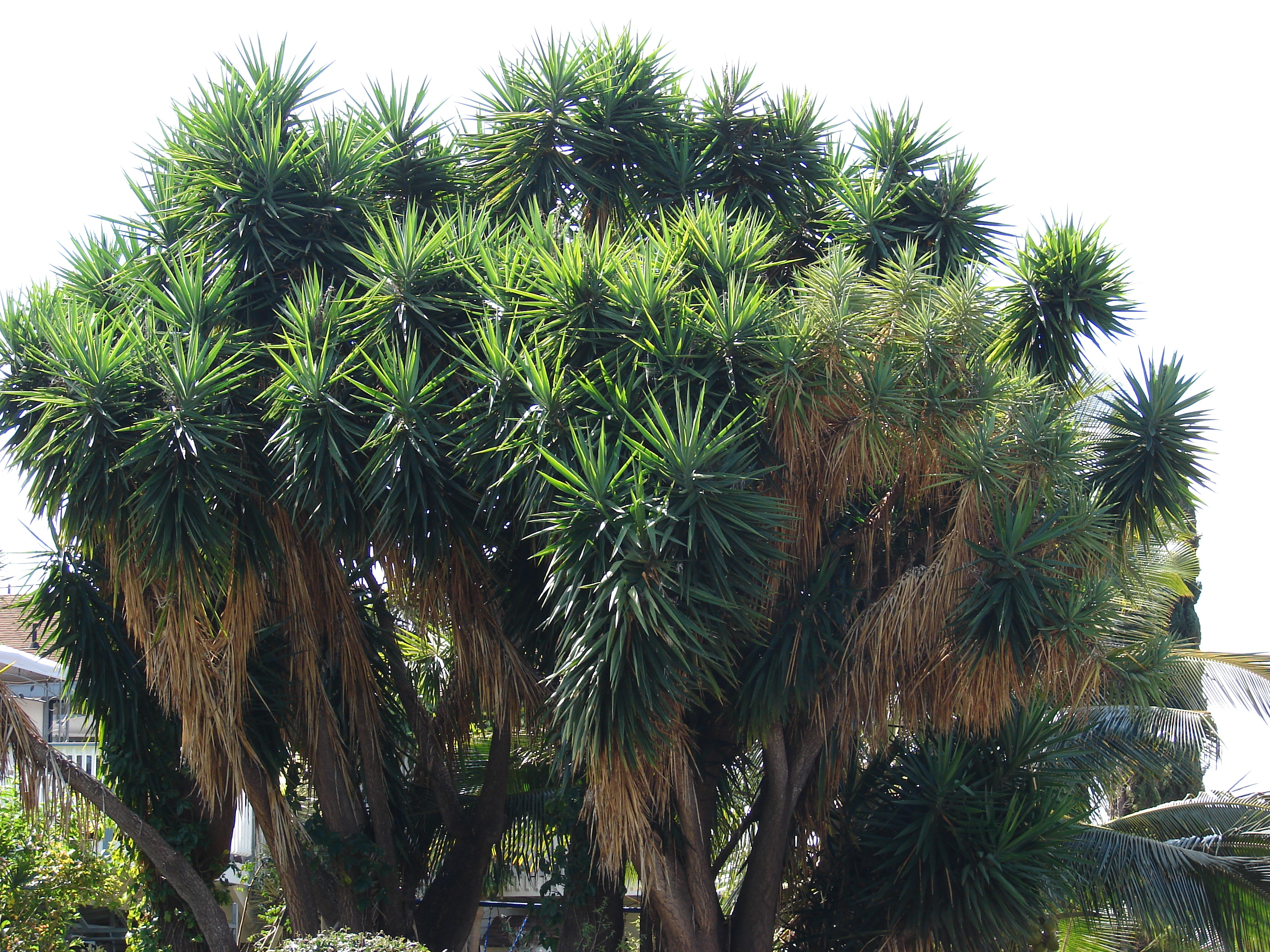
Yucca gigantea
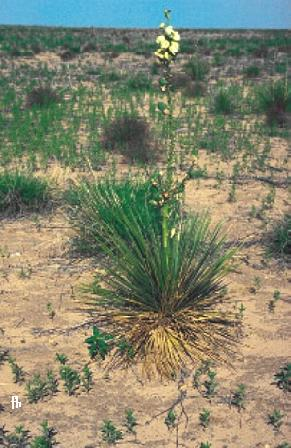
Yucca glauca
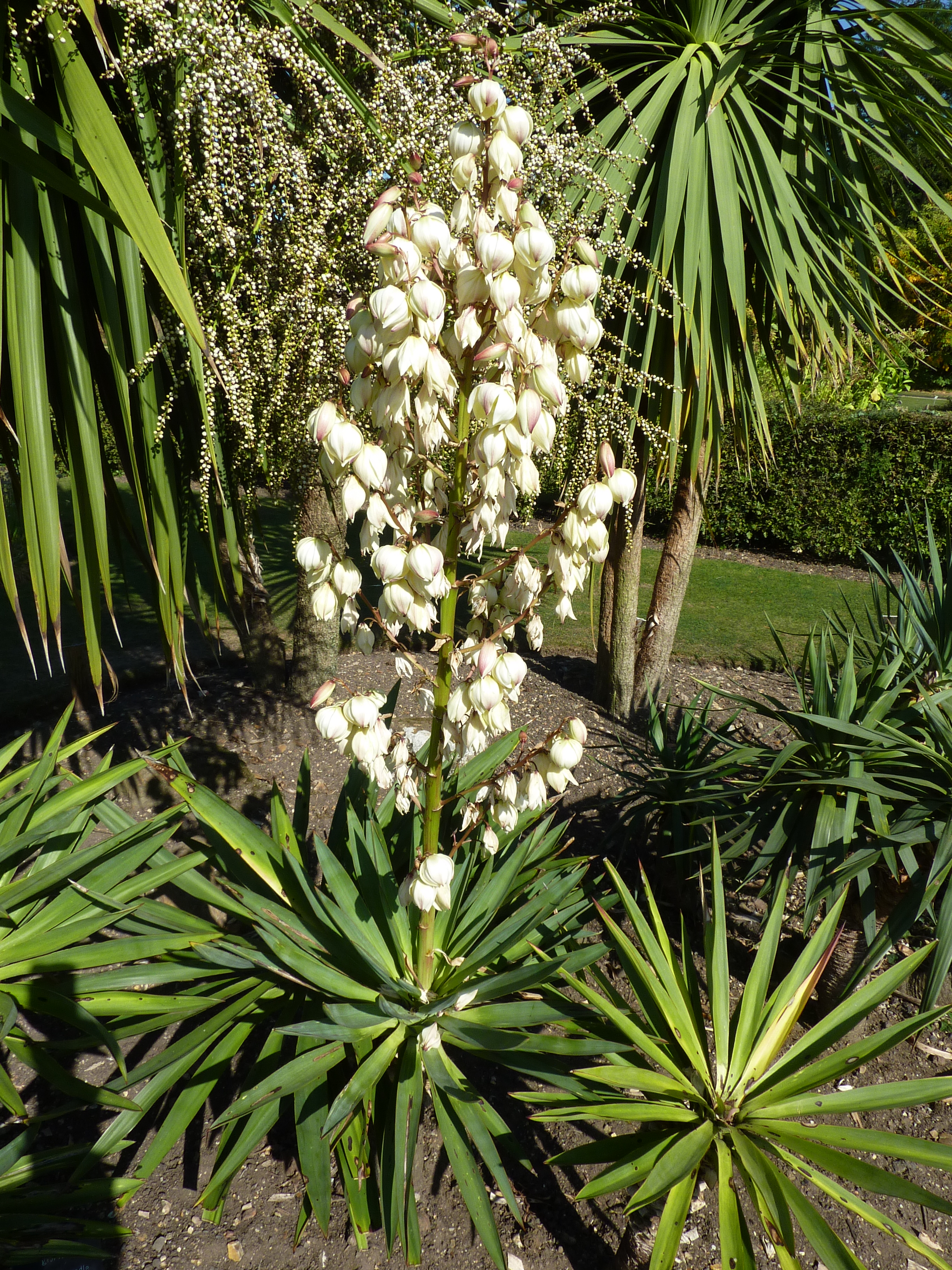
Yucca gloriosa
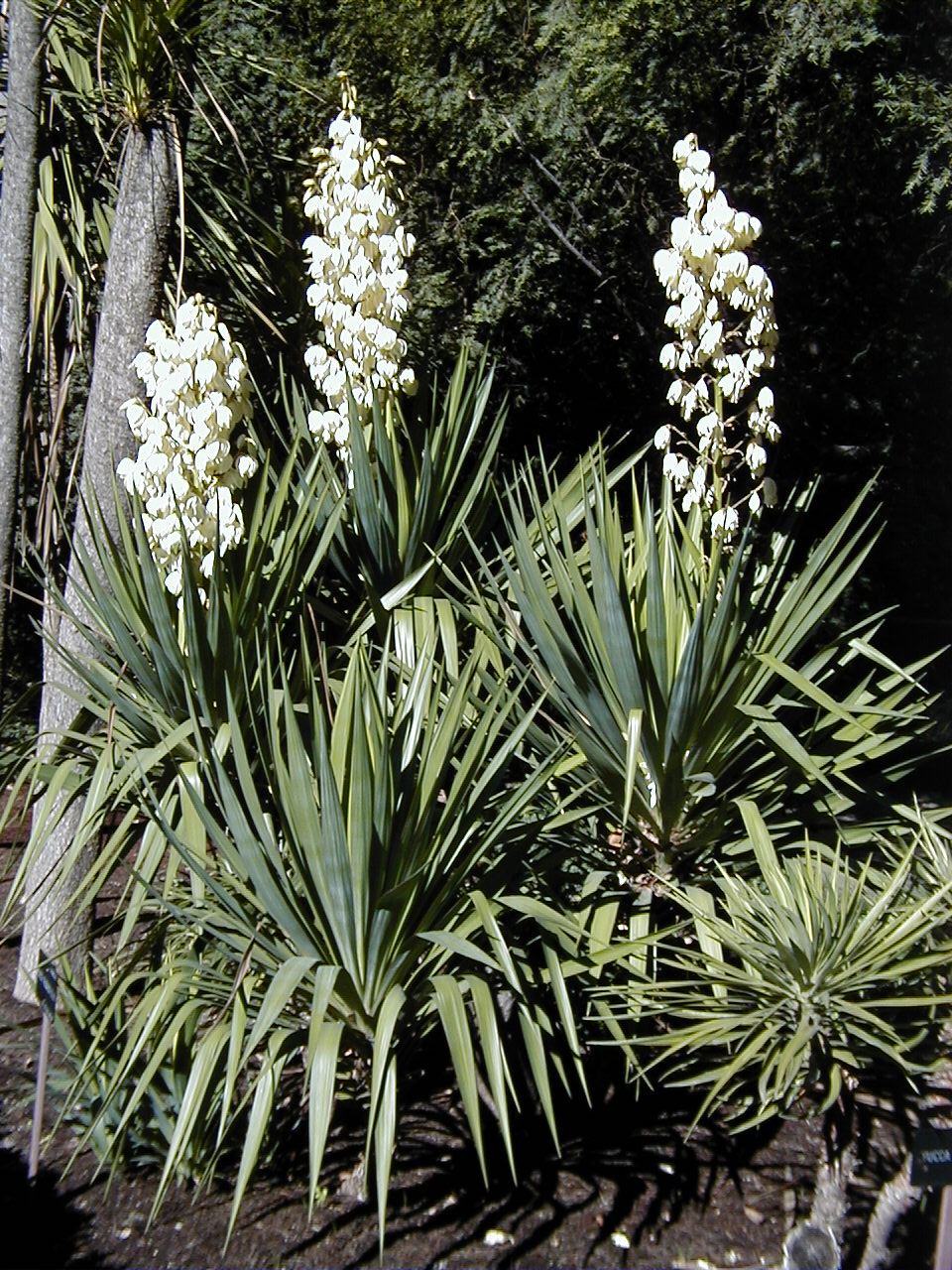
Yucca gloriosa var. recurvifolia
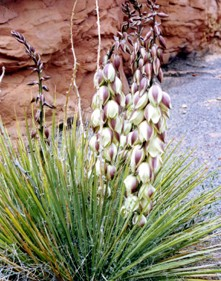
Yucca harrimaniae
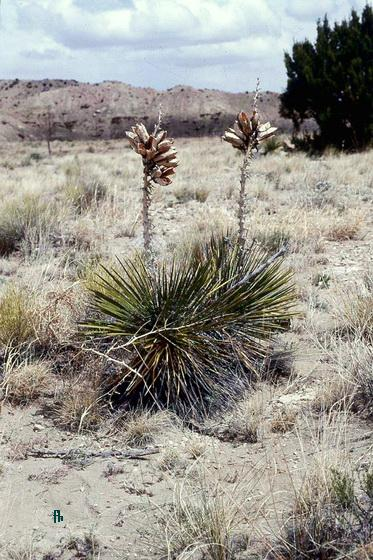
Yucca intermedia
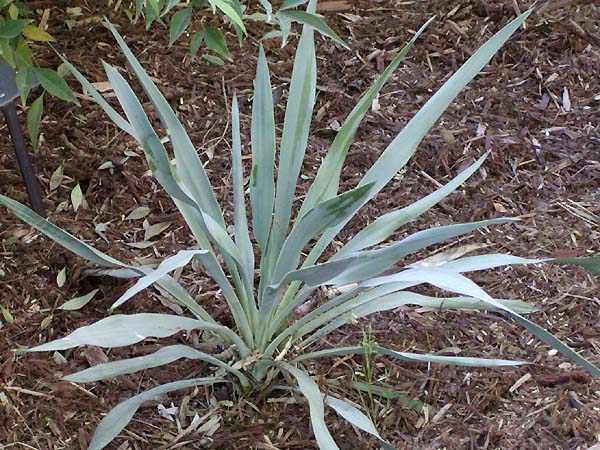
Yucca pallida
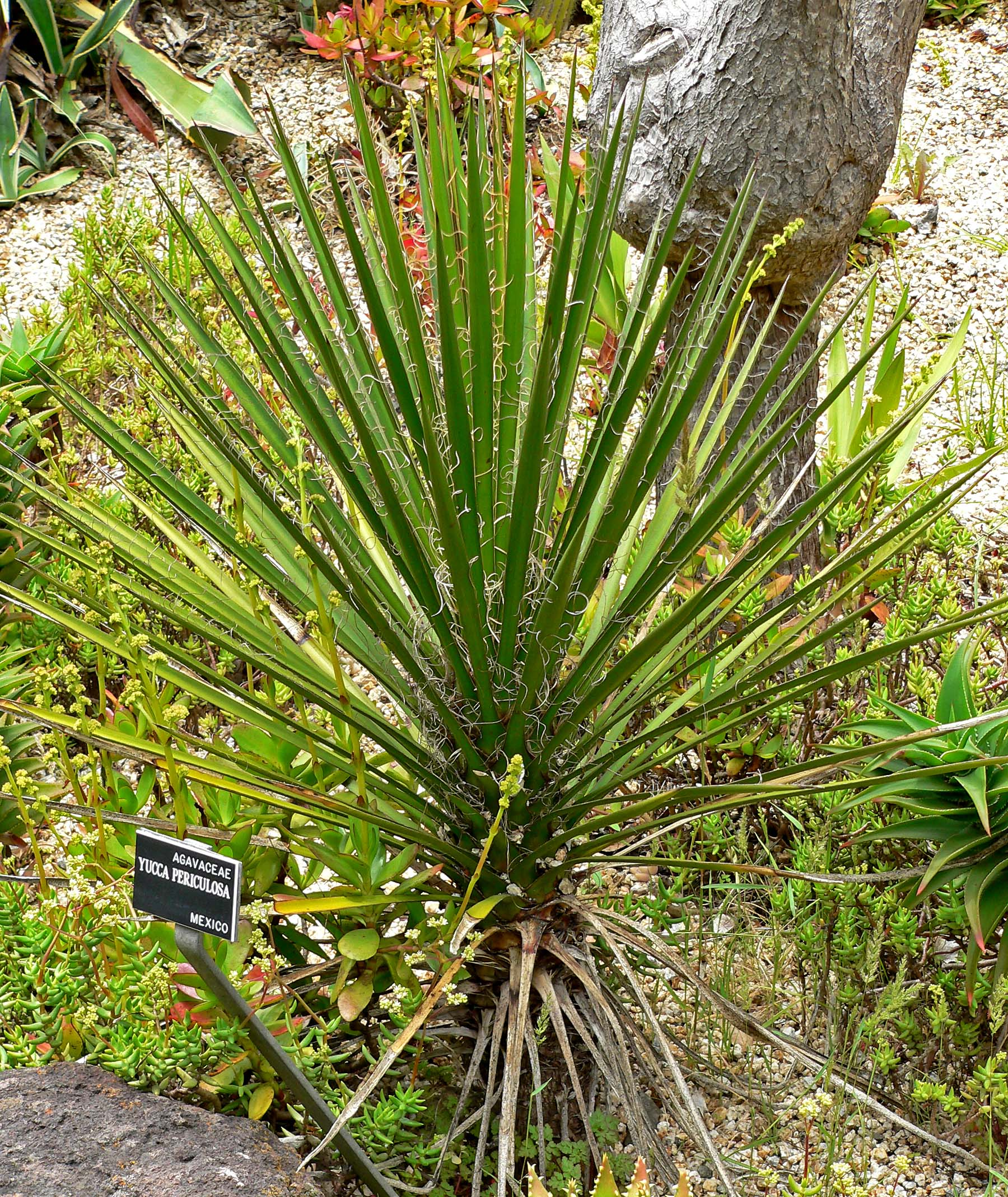
Yucca periculosa
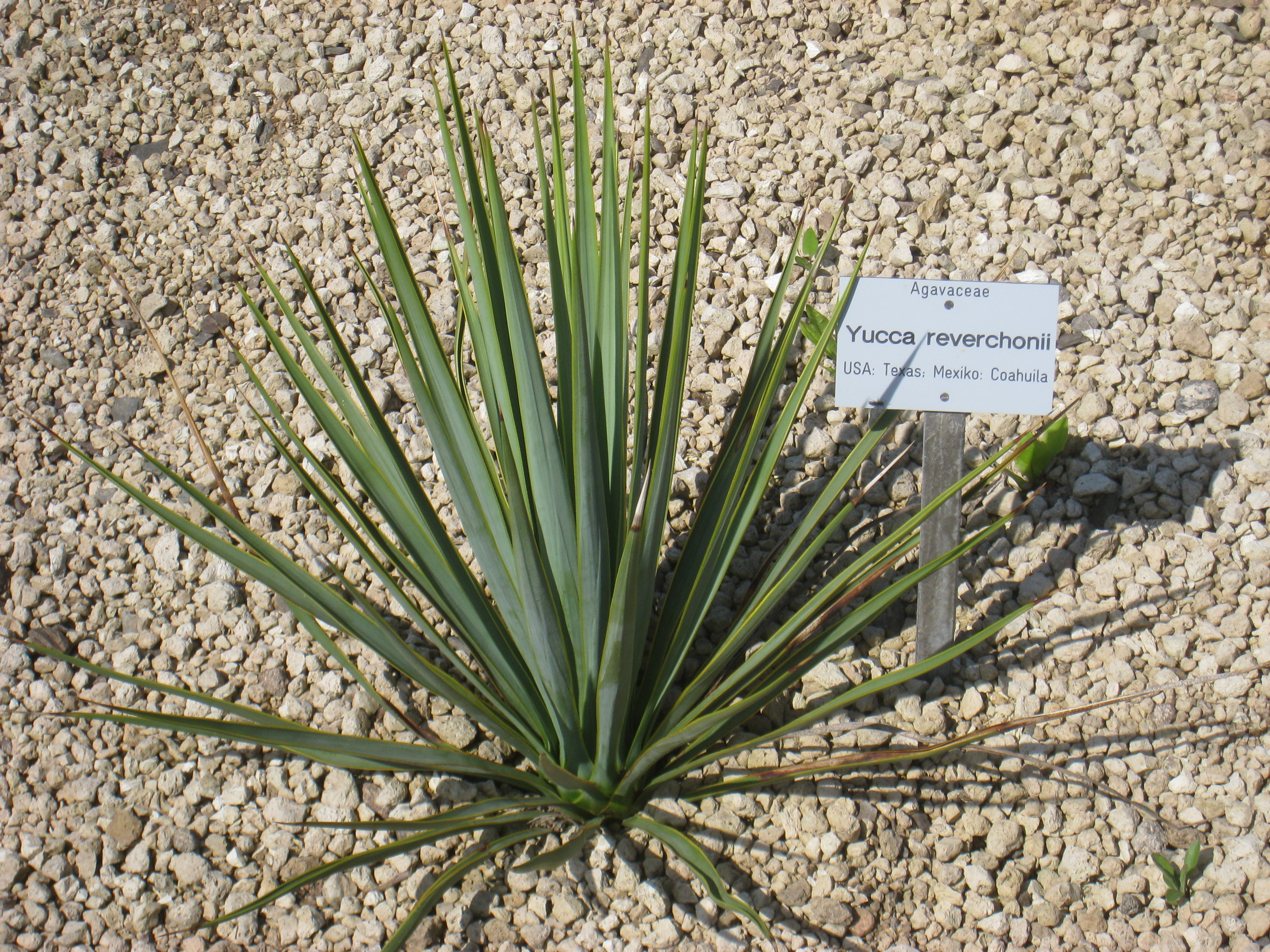
Yucca reverchonii
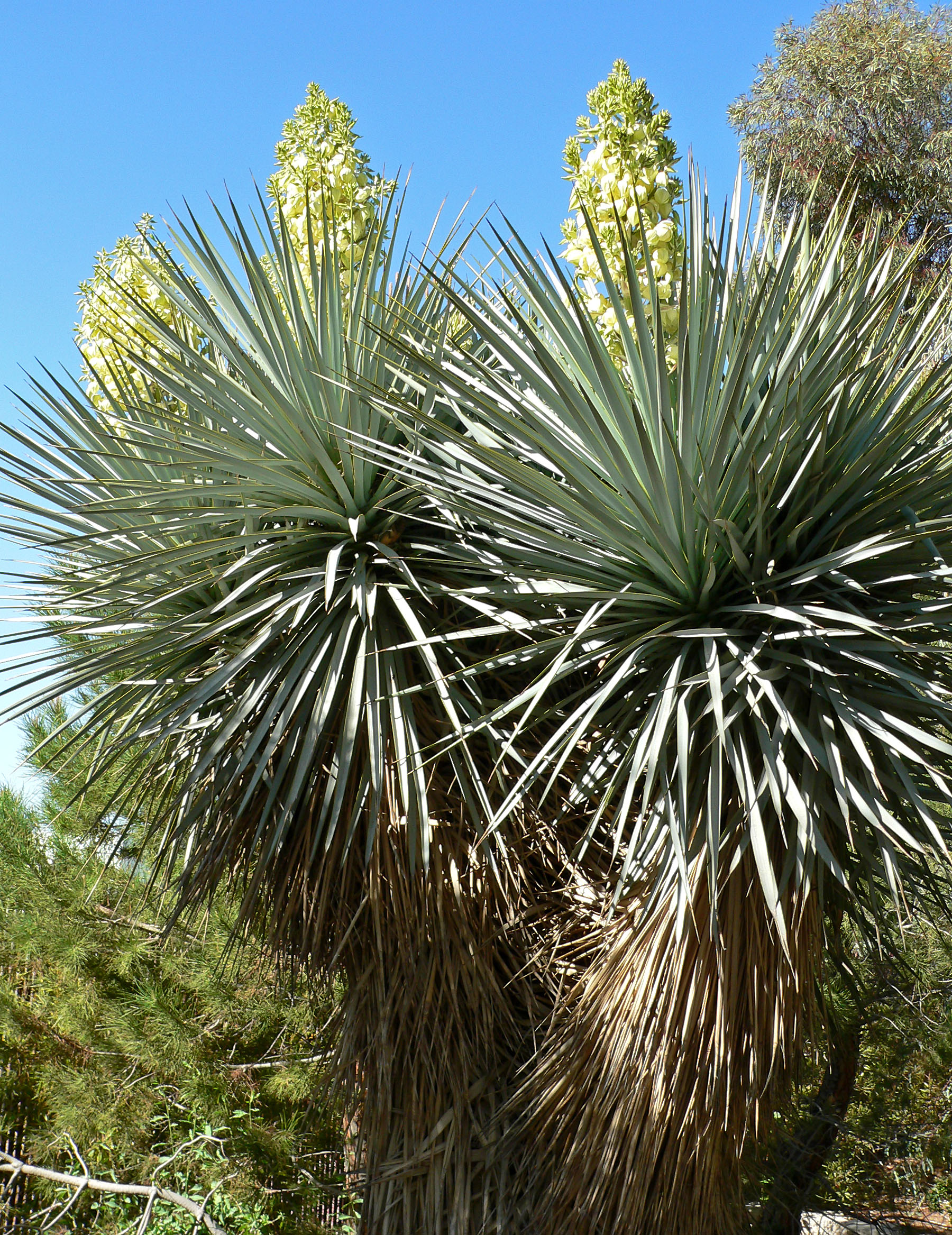
Yucca rigida
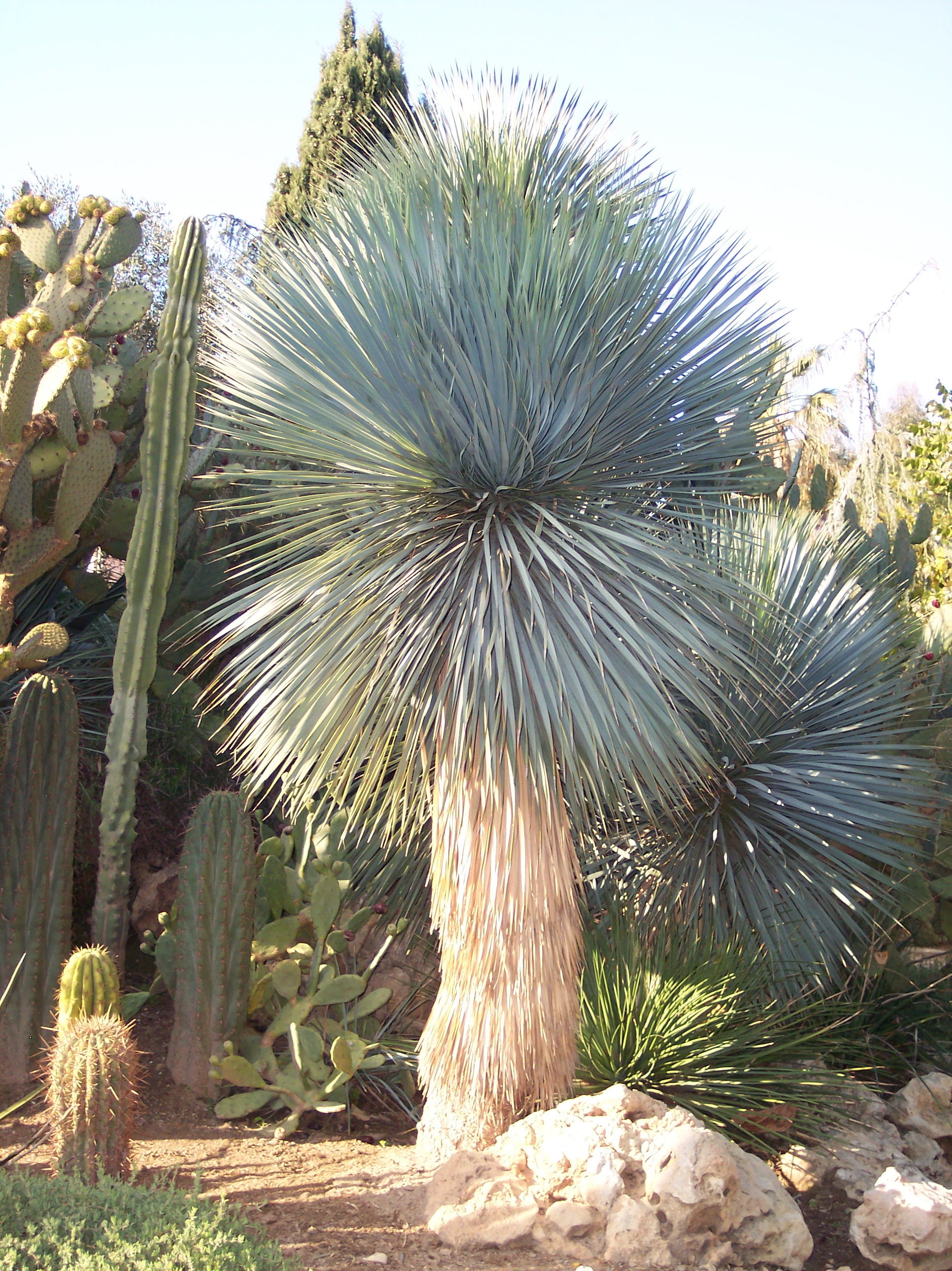
Yucca rostrata
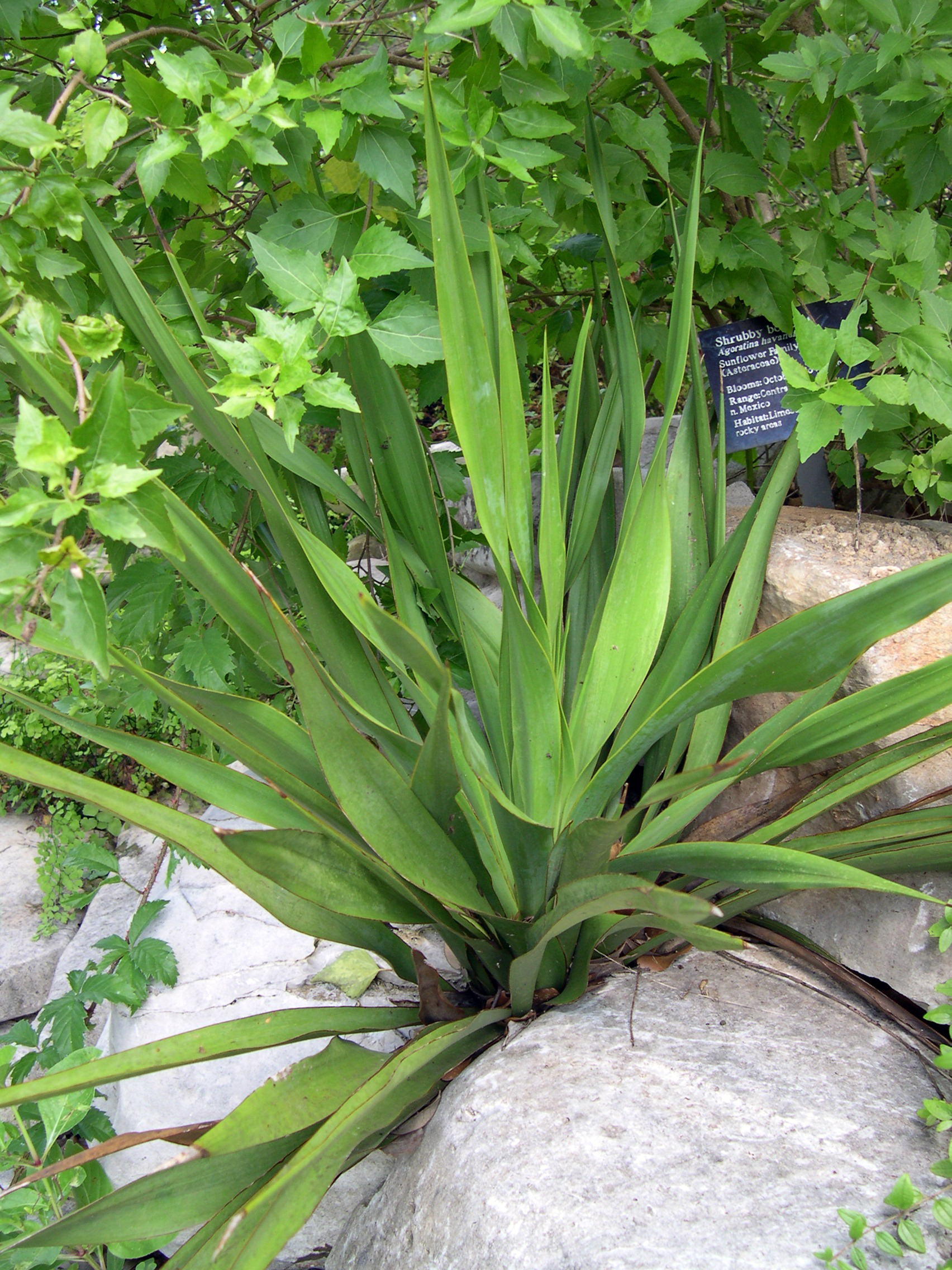
Yucca rupicola
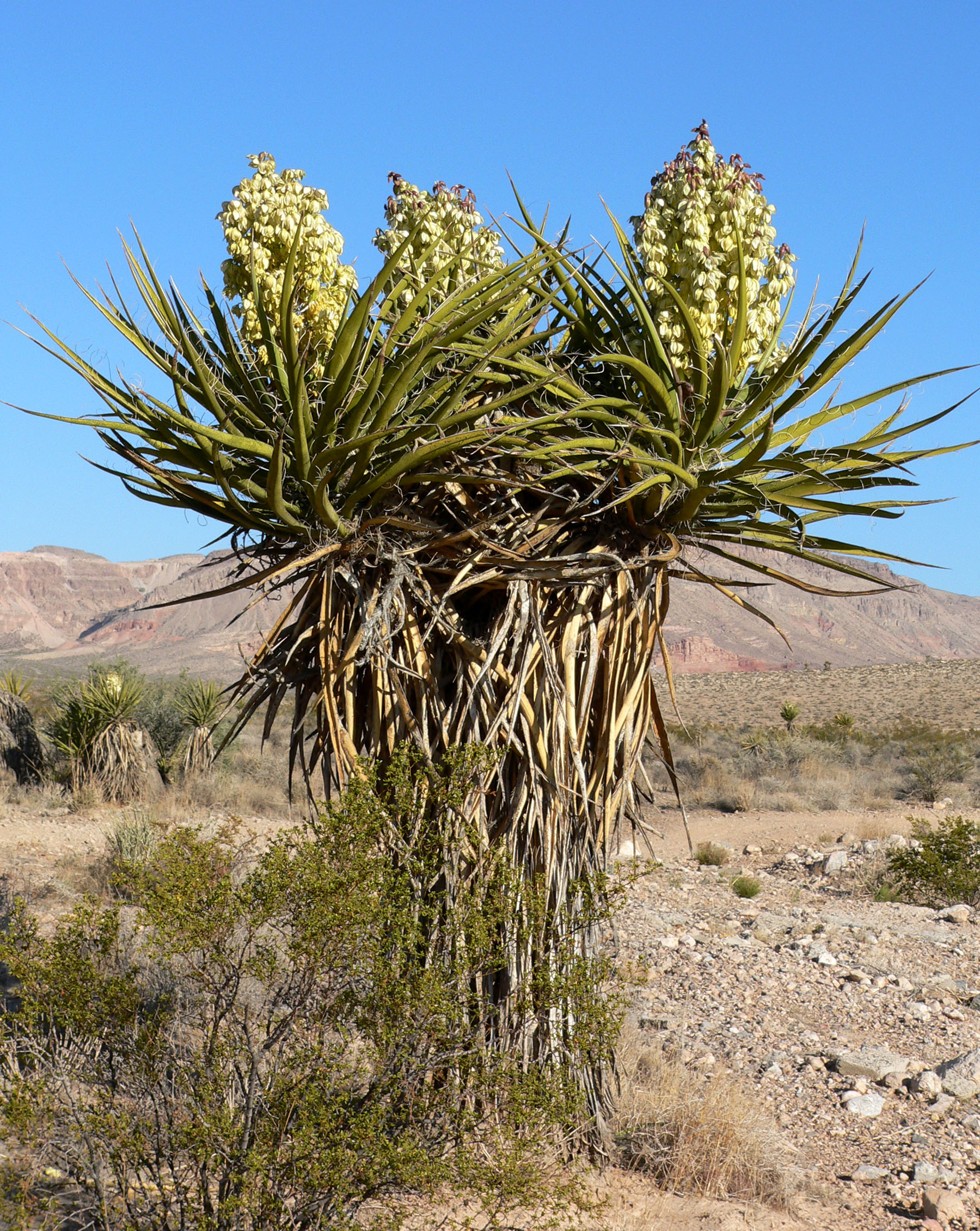
Yucca schidigera
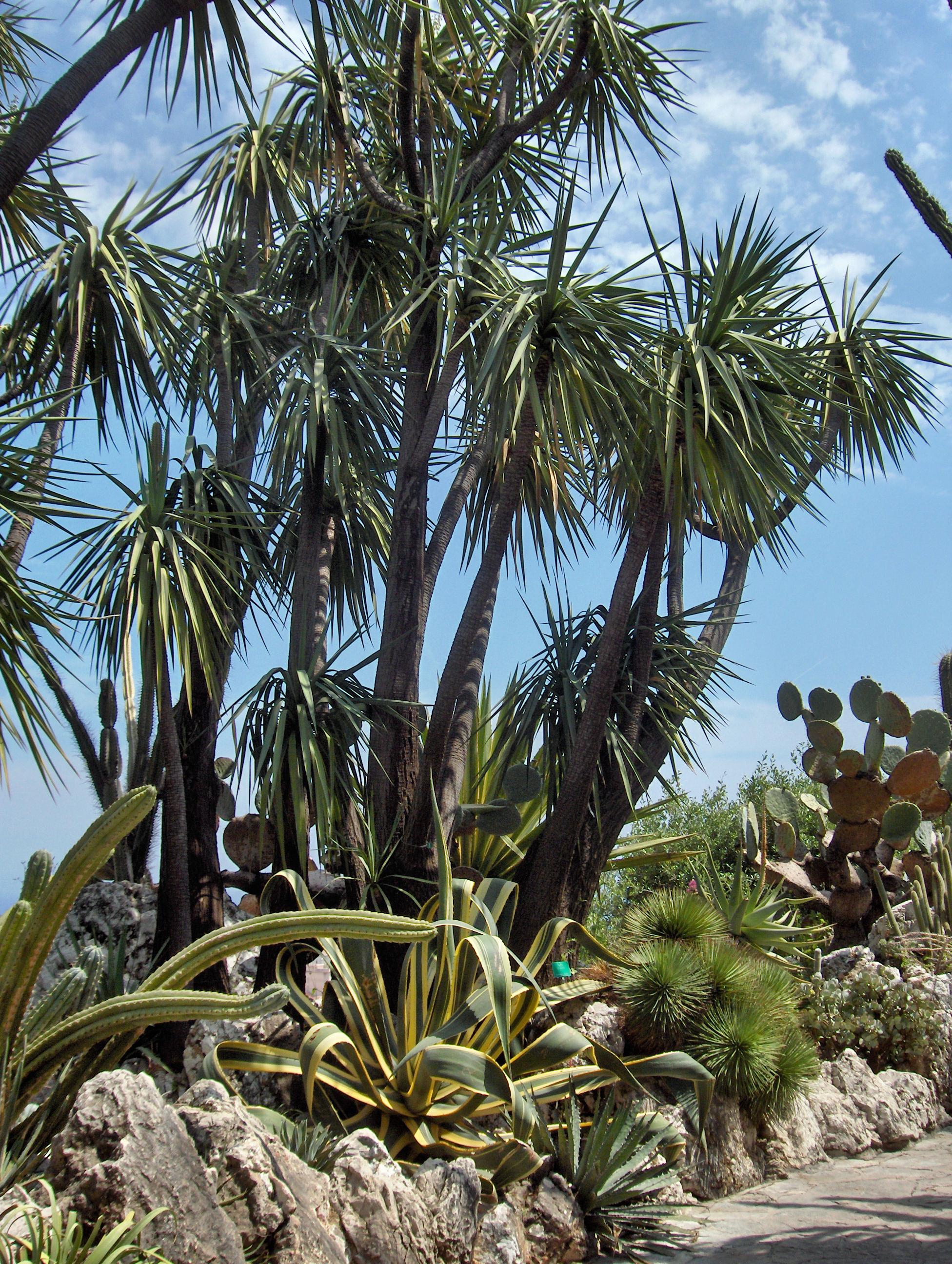
Yucca schottii
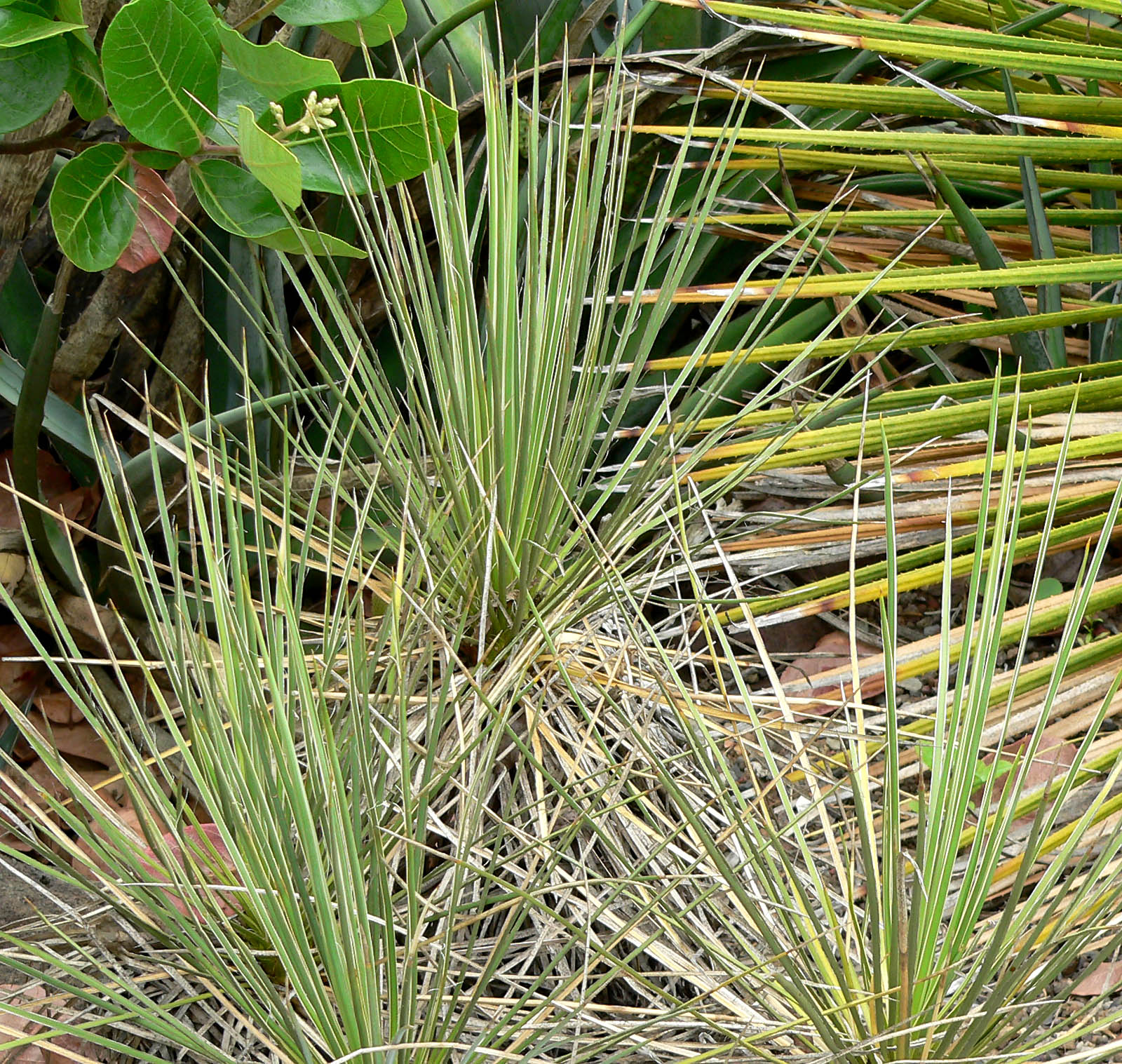
Yucca standleyi
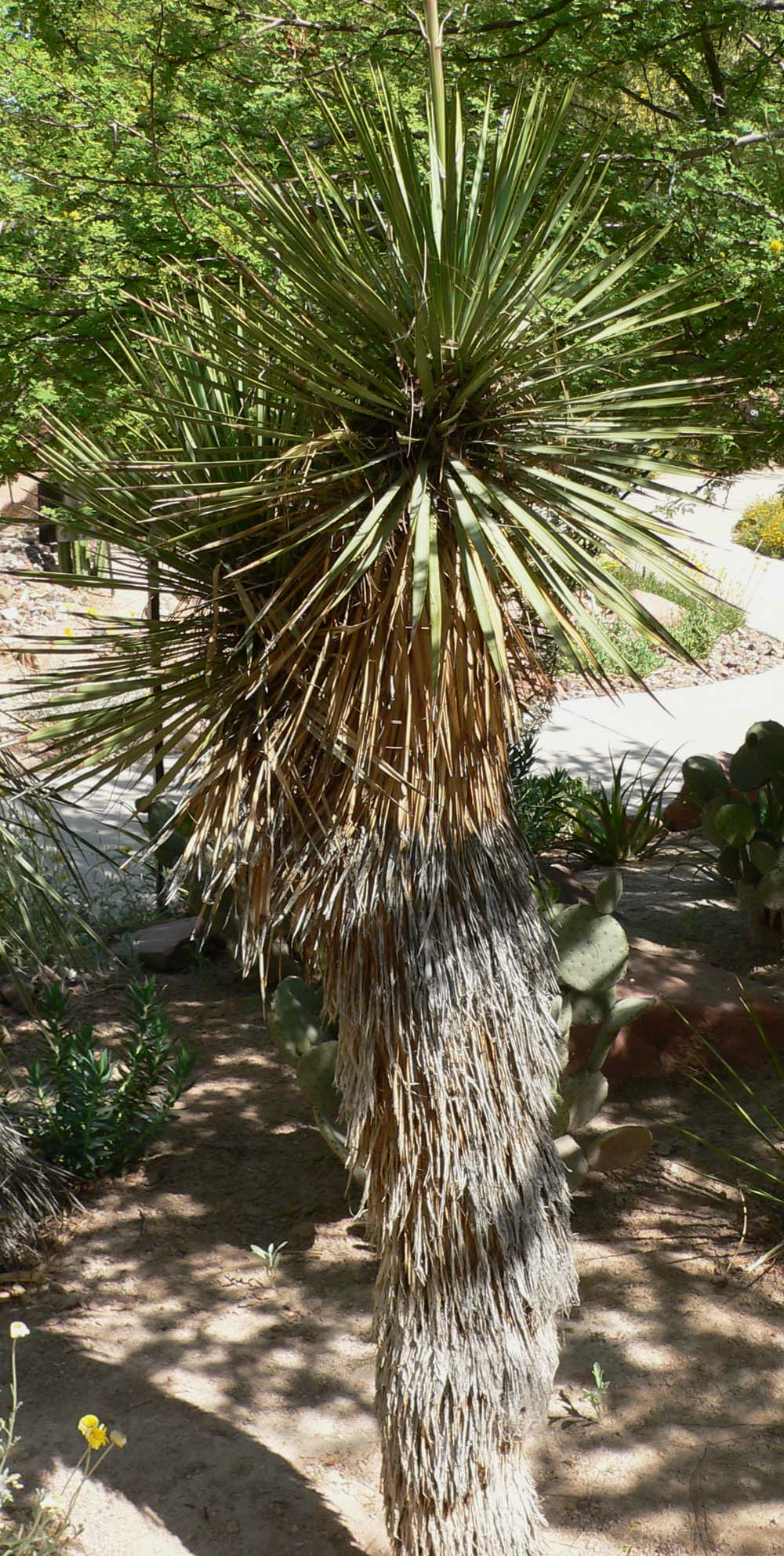
Yucca thompsoniana
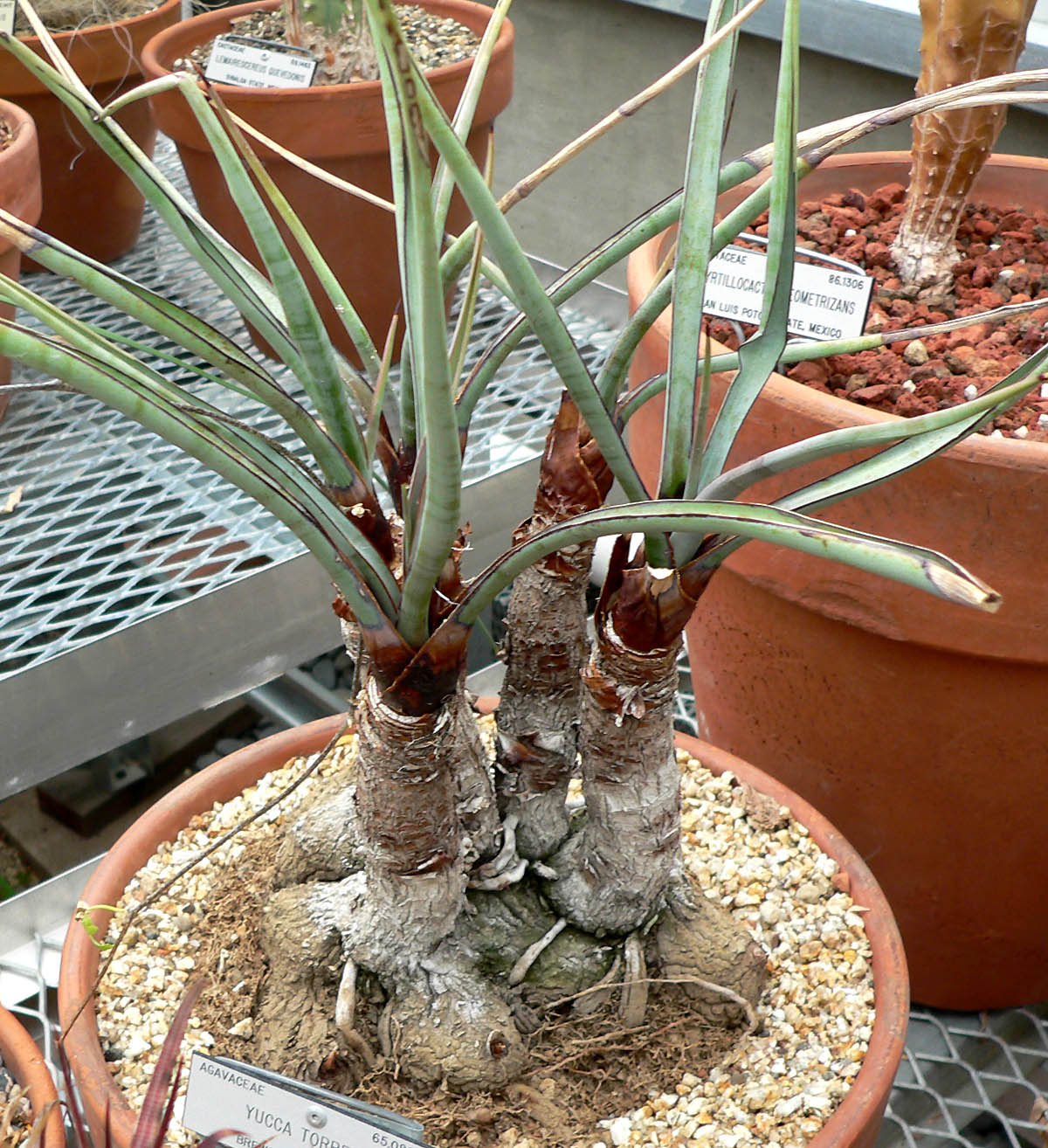
Yucca torreyi
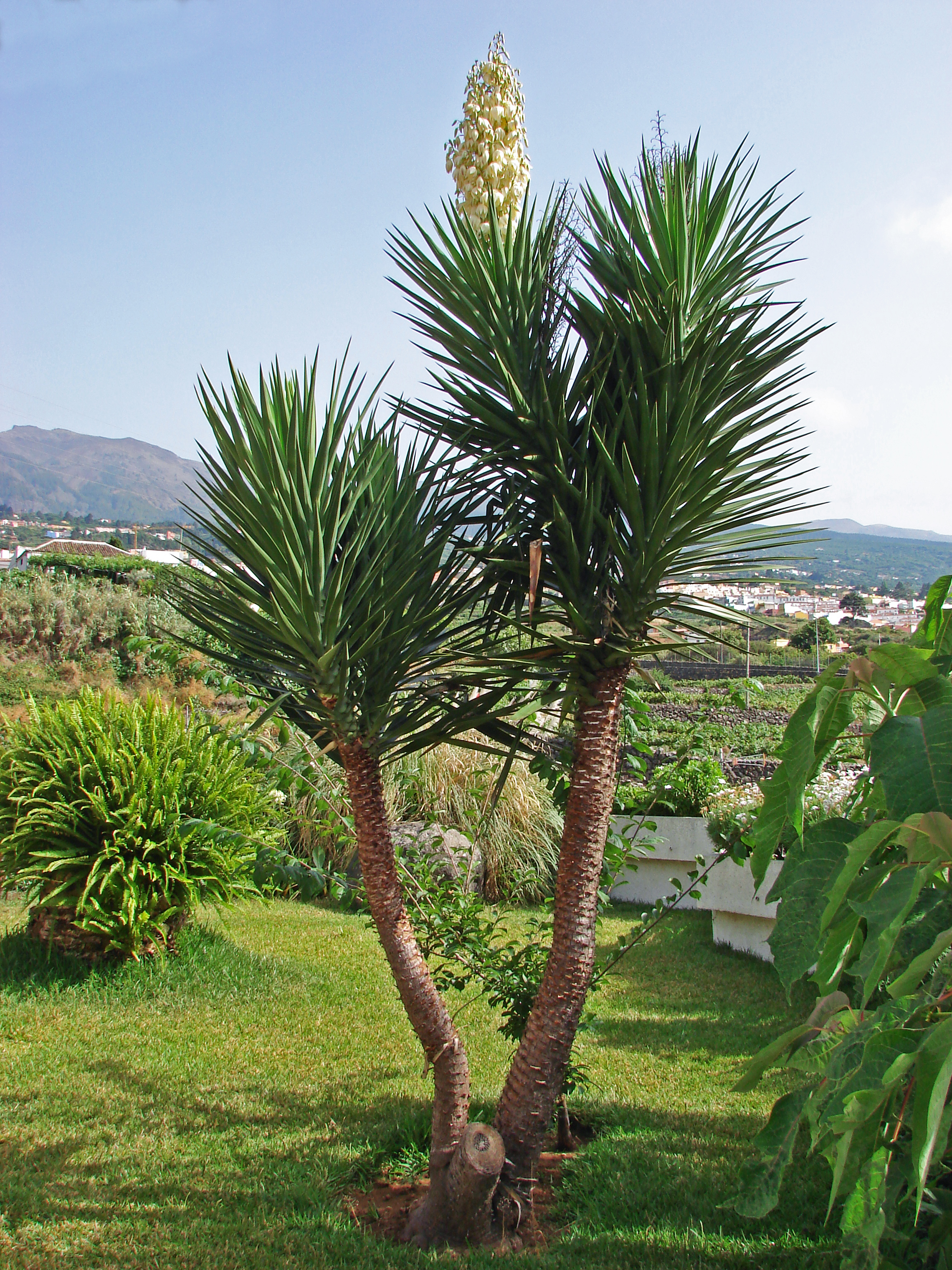
Yucca treculeana
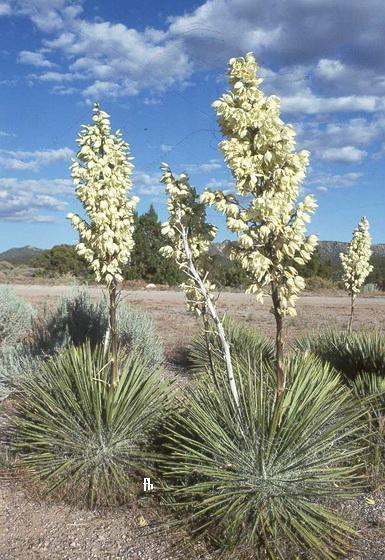
Yucca utahensis